# 汀洲長汀戰鬥
汀洲長汀戰鬥發生於1926年10月28日－29日，地點則是在中國閩西一帶，是國民革命軍北伐戰爭的戰鬥之一。汀洲長汀戰鬥的交戰雙方，一方為國民革命軍，另一方為北洋政府所轄軍隊。

## 參看
- 中華民國北洋政府時期內戰戰鬥列表